# Padenia triseparata
Padenia triseparata är en fjärilsart som beskrevs av Debauche 1938. Padenia triseparata ingår i släktet Padenia och familjen björnspinnare. Inga underarter finns listade i Catalogue of Life.